# Nikolai Alexejewitsch Sarudny

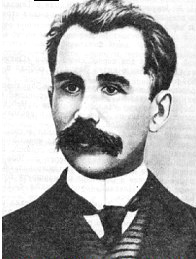
Nikolai Alexejewitsch Sarudny

Nikolai Alexejewitsch Sarudny (russisch Николай Алексеевич Зарудный, wiss. Transliteration: Nikolaj Alekseevič Zarudnyj; * 13. Septemberjul. / 25. September 1859greg. in Grjakowo im Gouvernement Charkow; † 17. März 1919 in Taschkent) war ein russischer Zoologe, der bedeutende Pionierarbeit bei der Untersuchung der Avifauna Mittelasiens leistete. 238 Vogeltaxa wurden von ihm beschrieben, etwa 130 Säugetiere, Reptilien, Fische, Gliederfüßer und Mollusken wurden nach ihm benannt.
Teile seiner bedeutenden Sammlungen sind heute vor allem in Einrichtungen auf dem Gebiet der ehemaligen Sowjetunion wie der Russischen Akademie der Wissenschaften oder der Universität von Taschkent, aber auch in anderen internationalen Museen wie beispielsweise dem Walter Rothschild Zoological Museum zu finden.
Von der Russischen Geographischen Gesellschaft wurde Sarudny mehrfach für seine Verdienste ausgezeichnet.

## Leben
Sarudny kam in Grjakowo, dem heutigen Hrjakowe (ukrainisch Грякове) in der ukrainischen Oblast Poltawa zur Welt. Im Alter von 11 Jahren trat Sarudny in eine Militärschule in Sankt Petersburg ein und wurde im Alter von 20 Jahren Lehrer für Naturgeschichte an der Militärschule in Orenburg. Von 1892 bis 1906 unterrichtete er an der Militärschule in Pskow und bis 1919 in Taschkent.
1888 veröffentlichte Sarudny sein erstes Buch, eine Untersuchung der Avifauna im Gouvernement Orenburg. Die Ergebnisse von fünf Expeditionen in die Kaspiregion, ins nördliche Persien, nach Buchara und Xiva zwischen 1884 und 1892 fasste er 1896 in einem Werk über die Vogelwelt der Kaspiregion zusammen.
Zwischen 1896 und 1904 leitete er weitere Expeditionen nach Persien, wo er zunächst die Region Birdschand und die umliegenden Sandwüsten sowie die Sistansenke bereiste. Später folgte eine 4500 km lange Umrundung des Iranischen Hochlands. Dabei wurden über 3000 Vögel und etwa 50.000 Insekten gesammelt.
Ab 1906 konzentrierten sich seine Studien auf die Region um Taschkent, bis 1912 unternahm er weitere Reisen in den Tian Shan, das Ferghanatal, entlang des Syrdarjas und in die Kysylkum. 1914 stellte er die bedeutenden Veränderungen an den Uferlinien des Aralsees fest, die sich seit einer Expedition des Forschers Lew Semjonowitsch Berg 1902 ergeben hatten.
Im Alter von 59 Jahren starb Sarudny 1919 in Taschkent an einer versehentlichen Vergiftung. Sein letztes Werk über die Vogelwelt Turkestans konnte er nicht mehr vollenden.

## Belege
- Natalia Ananjeva: Zarudniĭ, Nikolaĭ Alekseevitch in der Online Edition der Encyclopaedia Iranica, 7. April 2008, , abgerufen am 8. Februar 2011
- Artikel Nikolai Alexejewitsch Sarudny in der Großen Sowjetischen Enzyklopädie (BSE), 3. Auflage 1969–1978 (russisch)